# Pere Solé i Gallofré

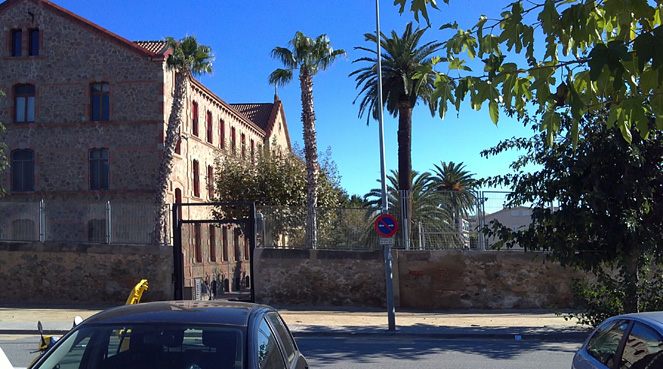
Escola La Salle de Premià de Mar d'on va ser capellà Mn. Pere Solé

Pere Solé Gallofré (Castellví de la Marca, 1 de març de 1905 - Girona, 11 d'octubre de 1936) fou un sacerdot i martir de la diòcesi de Barcelona.

## Biografia
Nascut a Castellví de la Marca, 1 de març de 1905, era fill de Pau Solé Raventós i Filomena Gallofré. Morí de trenta-un anys màrtir a Girona al 1936.
En 1920 esta estudiant en el Seminari de Barcelona. El 24 d'abril de 1927 va rebre les ordes menors, el 23 de setembre de 1928 el diaconat i l'1 de gener de 1929 va ser ordenat prevere de la diòcesis de Barcelona. Completa la seva formació sacerdotal amb els pares operaris diocesans de Sant Josep a Burgos.
Primer va ser coadjutor al Papiol, de Santa Maria de Mediona, fent el servei a Sant Pere de Sacarrera i també a la Pobla de Montornès. Després al 1933 va ésser vicari de Sant Josep de Badalona i al 1934 de Sant Cristòfol de Premià de Mar, junt amb el rector Mn. Josep Paradeda. Després capellà dels germans de La Salle a Premià de Mar.

## A Premià de Mar
Va esser nomenat vicari de la parròquia de Sant Cristòfol de Premià de Mar del 1933 al 1934, i després en morir a Premià el capellà Pedro Ylla, passà ell a ésser capellà del Noviciat dels germans de les escoles cristianes, i en pren la successió el 6 de gener de 1935. També era el conciliari en el grup de joves anomenat Maresme de Premià de Mar que formava part de la Federació de Joves Cristians de Catalunya. Que juntament amb Joan Capdevila i Duran van ser els que van morir martirs d'aquest grup. Residia a Can Dori (despoblat núm. 27, al costat del Noviciat) juntament amb els seus pares Pau i Filomena.

## Martiri
En els primers dies de la revolució la seva actuació va ésser admirable. Els veïns de Premià van ésser testimonis de la seva abnegació, i com d'exposar a perills de tota mena a fi de protegir la nombrosa Comunitat de germans i novicis. En tres dies anà sis cops a Barcelona per a aconseguir els salconduits per als germans. En anar-se'n a França tots els germans, no va voler ajuntar-s'hi, per quedar-se amb la finalitat d'assistir els seus pares ja grans, enterrar en secret el germà director que acabava de morir d'un infart i custodiar els novicis menors que havien estat repartits entre els veïns de Premià.
El jove i valent capellà Mn. Pere Solé, amb greu perill per la seva vida, del 18 al 22 fa tots els tràmits possibles per a salvar els germans i els nens. La gran odissea de salvar els germans, malgrat el seu èxit, costa dues víctimes molt valuoses, el germà director Camilo André que morir d'un infart en aquells dies tant durs i la de Mn. Pere Solé. No va voler acceptar la insistent invitació que els germans directors li van fer perquè sortís amb ells en els autocars cap a França, i amb heroisme es limità a respondre que es quedava a fer el que calgués pels nens. En efecte, quan els 105 nens estan tots repartits en famílies, llavors i «només llavors», i sense poder romandre més temps a Premià decideix sortir cap a França. Li concediren un salconduit però a la frontera va ser detingut sota el pretext que tenia una suma de diners destinada a pagar un deute contret que tenia de poc temps abans amb Lourdes. Va ésser conduït a la presó de Girona el 26 de juliol de 1936, on es va trobar amb un germà de La Salle d'aquesta població pres juntament amb ell. Va ésser afusellat a Girona l'11 d'octubre de 1936, segons testimoniatge del mateix germà, que va aconseguir salvar-se, sense que en trobessin el cadàver.
Les possibles responsabilitats de la seva detenció parteixen de Premià de Mar. La seva defunció apareix inscrita al Registre civil de Premià de Mar (R. C. Premià 30. 23-IV-1942).
Té dedicada una placa de marbre commemorativa a la capella del col·legi La Salle per la seva entrega a la comunitat i pel seu martiri.